# Patagorhacos
Patagorhacos es un género extinto de ave perteneciente a la familia Phorusrhacidae (o "ave del terror") cuyos restos se encontraron en la Formación Chichinales, en la provincia de Rionegro en Argentina, datando del Mioceno Inferior (edad Colhuehuapense). Se halló en la misma zona que un réido, Opisthodactylus horacioperezi.
Los restos fósiles, se encuentran depositados en la colección de paleontología de vertebrados del Museo Patagónico de Ciencias Naturales, en la ciudad de General Roca.